# André Marie
André Marie (* 3. Dezember 1897 in Honfleur; † 12. Juni 1974 in Rouen) war ein französischer Politiker der Radikalen Partei. Er war 1948 Ministerpräsident und zwischen 1947 und 1954 mehrfach Minister.

## Leben
Nach der Schulzeit in Honfleur und Rouen, wo die Familie ab 1908 lebte, wurde André Marie 1916 zur Armee eingezogen, während des Ersten Weltkriegs zweimal leicht verletzt und mit der Croix de guerre ausgezeichnet.
1922 schlug er die Laufbahn als Anwalt ein. Er wurde zwischen 1928 und 1962 neunmal als Abgeordneter des Départements Seine-Maritime in die Nationalversammlung gewählt. Sein erstes Regierungsamt erhielt er 1933 als Unterstaatssekretär für Elsass-Lothringen. Noch vor dem Zweiten Weltkrieg wurde er mehrfach Staatssekretär sowie Vertreter Frankreichs beim Völkerbund.
Beim Ausbruch des Zweiten Weltkriegs meldete er sich freiwillig als Artilleriehauptmann zur Armee. Er wurde gefangen genommen und in Sarrebourg interniert. Er nahm daher nicht an der Abstimmung der Nationalversammlung über die Übertragung verfassunggebender Vollmachten auf Marschall Philippe Pétain teil, mit der das Vichy-Regime installiert wurde.
1941 wurde André Marie freigelassen. Da er die Politik des Vichy-Regimes ablehnte, verzichtete er auf alle politischen Ämter. Als Mitglied der Résistance wurde er verraten und im September 1943 von der deutschen Besatzungsmacht verhaftet. Am 16. Dezember 1943 wurde er in das Konzentrationslager Buchenwald deportiert, wo er bis zur Befreiung des Lagers durch amerikanische Truppen am 11. April 1945 blieb.
Nach seiner Rückkehr nach Frankreich nahm André Marie bald wieder seinen Platz im politischen Leben ein. 1947 wurde er Justizminister in der Regierung von Paul Ramadier; unter seiner Verantwortung fanden die letzten Prozesse gegen Kollaborateure statt. Am 27. Juli 1948 wurde er als Nachfolger von Robert Schuman zum Ministerpräsidenten berufen, aber er musste einen Monat später zurücktreten. Er wurde Stellvertretender Ministerpräsident unter Henri Queuille und übernahm wieder das Justizministerium. In dieser Funktion lehnte er die Verfolgung der Kommunisten nach den Bergarbeiterstreiks des Jahres 1948 ab. Von August 1951 bis Juni 1954 war er Erziehungsminister. In seiner Amtszeit wurden Gesetze zur Unterstützung der Privatschulen verabschiedet.
Von 1945 bis 1974 war André Marie zugleich Bürgermeister von Barentin im Département Seine-Maritime.